# 中村雅彦
中村 雅彦（なかむら まさひこ、1958年2月22日 - ）は、日本の超心理学者、神職。元愛媛大学教授。社会心理学、トランスパーソナル心理学を専攻、2003年奥四国にある龍王神社で権訓導の資格を取得した神職。

## 来歴
兵庫県生まれ。1980年神戸大学教育学部初等教育学科卒、1985年名古屋大学大学院教育学研究科博士課程修了。94年「対人魅力の形成に関する研究 -好意的感情と関係性の規定条件に関する検討」で名大教育心理学博士。愛媛大学教養部講師、助教授、教育学部助教授、教育学研究科教授。2008年退職。

## 著書
- 『臨死体験の世界 死と再生の心理学』二見書房 1991
- 『恋に効く「深層心理ゲーム」』二見書房 1992
- 『自分を探す「深層心理ゲーム」』二見書房 1992
- 『夢のお告げ あなたの過去・現在・未来がわかる』二見書房サラ・ブックス 1993
- 『「愛」こころの動き』北大路書房 1995
- 『超心理学入門 現代人の心を癒やす処方箋』光文社カッパ・ブックス 1997
- 『対人魅力の形成』西日本法規出版 2003
- 『呪いの研究 拡張する意識と霊性』トランスビュー 2003
- 『21世紀の祓い 禁断の日本的霊性を読み解く』アルテ 2007
- 『祈りの研究 現世利益の実現』東洋経済新報社 2008
- 『祈りの力 願望実現へのアプローチ』東洋経済新報社 2009

### 共著
- 『人間終末の風景 臨死体験をやさしく科学する』山折哲雄、大谷宗司、岩田慶治共著 大阪書籍 朝日カルチャーブックス 1993
- 『オカルト流行の深層社会心理 科学文明の中の生と死』渡辺恒夫共著 ナカニシヤ出版 1998
- 『親しさが伝わるコミュニケーション 出会い・深まり・別れ』諸井克英,和田実共著 金子書房 1999

## 参考
- ISBN　978-4-492-22296-6
- 『現代日本人名録』2002年